# Азинии
Азиниите (Asinii) са фамилия от Древен Рим. Мъжете от gens Asinia носят името Азиний (Asinius). Италианският град Асиняно носи тяхното име.
Известни от gens Asinia:
- Гай Азиний Полион, оратор, поет, историк, консул 40 пр.н.е.
- Гай Азиний Гал Салонин, (син на горния), консул 8 пр.н.е., съпруг на Випсания Агрипина
- Гай Азиний Полион (консул 23 г.) II
- Марк Азиний Агрипа, консул 25 г.
- Сервий Азиний Целер, суфектконсул 38 г.
- Марк Азиний Марцел (консул 54 г.)
- Луций Азиний Полион Верукоз, консул 81 г.
- Марк Азиний Атрацин, консул 89 г.
- Марк Азиний Марцел (консул 104 г.)
- Гай Азиний Лепид Претекстат, консул 242 г.
- Азиний Квадрат, историк 3 век
- Гай Азиний Квадрат Протим, проконсул в Ахая през 220 г., баща на долния
- Гай Азиний Никомах Юлиан, проконсул на Азия 250-230 г.

Жени:
- Азиния Полионис, дъщеря на Гай Азиний Полион (консул 40 пр.н.е.) и Квинкция, съпруга на Марк Клавдий Марцел Езернин
- Азиния Агрипина, внучка на Випсания Агрипина, дъщеря на Сервий Азиний Целер, суфектконсул 38 г.
- Секстия Азиния Пола, съпруга на Марк Ноний Арий Муциан, консул 201 г.
- Азиния Юлиана Никомаха (* 215), дъщеря на Гай Азиний Никомах Юлиан; снаха на Квинт Аниций Фауст Павлин, майка на Марк Юний Цезоний Никомах Аниций Фауст Павлин